# Джилл, Мэри Луиз
Мэри Луиз Джилл (Mary Louise Gill; род. 1950) — американский учёный-философ, специалист по древнегреческой философии и науке.
Доктор философии (1981), профессор Брауновского, а прежде — Питтсбургского университетов.

## Биография
Её отец также был профессором философии, есть старшая сестра.
Окончила с отличием Барнард-колледж (бакалавр религиоведения, 1972) и Колумбийский университет (магистр религиоведения, 1974), в последнем занималась под началом П. О. Кристеллера. В 1981 году получила степень доктора философии по философии в Кембриджском университете. Диссертация — «Aristotle on the Language of Change» (науч. рук-ли G. E. L. Owen и Michael Frede).
В 2001 году поступила на кафедру философии и классики Брауновского университета, где ныне (с 2013) именной профессор (David Benedict Professor of Classics and Philosophy), перед чем преподавала в Питтсбургском университете, в котором с 1979 по 2001 год прошла путь от инструктора классики до полного профессора (с 1981 года ассистент-профессор, с 1988 года ассоциированный, с 1994 года полный профессор, в 1994—1997 гг. заведовала кафедрой классики, в 2001—2004 гг. адъюнкт-профессор).
Состояла фелло Stanford Humanities Center, приглашённым фелло кембриджского колледжа Клэр Холл (1994), членом Института перспективных исследований в Принстоне (1999—2000) и фелло Radcliffe Institute for Advanced Study (2005—2006).
Занимала приглашённые позиции в Дартмуте (1984, приглашённый ассистент-профессор), Стэнфорде (1985, приглашённый ассистент-профессор), UCLA (1994, приглашённый ассоциированный профессор), UC-Davis (1995, приглашённый профессор), Гарварде (1998—1999, приглашённый профессор), Принстоне (1989), Университете Париж I (2010).
Соредактор Ancient Philosophy (journal).
Автор Aristotle on Substance: the Paradox of Unity (Принстон, 1989) и Philosophos: Plato’s Missing Dialogue (Оксфорд, 2012).
Соредактор Self-Motion: From Aristotle to Newton (Принстон, 1994); Unity, Identity, and Explanation in Aristotle’s Metaphysics (Оксфорд, 1994), A Companion to Ancient Philosophy (Blackwell, 2006).
Замужем с 1995 года, её супруг также учёный-философ. Её любимый фильм — «Конформист» Бернардо Бертолуччи.